# Xã Clear Creek, Quận Ashland, Ohio
Xã Clear Creek (tiếng Anh: Clear Creek Township) là một xã thuộc quận Ashland, tiểu bang Ohio, Hoa Kỳ. Năm 2010, dân số của xã này là 2.276 người.